# Universal Sports
Universal Sports è un canale televisivo nazionale statunitense che trasmette vari eventi sportivi, giochi olimpici compresi.
Il canale è nato nel 2006 con l'originario nome World Championship Sports Network (WCSN), fondato dalla InterMedia Partners. Il 16 giugno 2008 la InterMedia Partners sviluppa una partnership con la NBC Universal e il canale cambia nome e logo assumendo quelli attuali.

## Contenuti
Oltre ai giochi olimpici estivi e ai giochi olimpici invernali, il canale trasmette i principali eventi di circa 40 discipline sportive diverse, tra le quali:
- Atletica leggera
- Ciclismo
- Hockey su ghiaccio
- Nuoto
- Pallavolo
- Pattinaggio di velocità
- Sci

Il canale ha infatti accordi con l'Associazione Internazionale delle Federazioni di Atletica Leggera, l'Unione Ciclistica Internazionale, la Federazione Internazionale di Ginnastica, l'International Rowing Federation, la Federazione Internazionale Sci e la Federazione Internazionale del Nuoto.
Oltre che in televisione, molti eventi sono trasmessi anche in streaming on-line.